# Altamiro José dos Anjos
Altamiro José dos Anjos, mais conhecido como Dascuia (Florianópolis, 21 de agosto de 1935 - Florianópolis, 9 de julho de 2018) foi um dirigente carnavalesco, músico, militar e atleta de Florianópolis. É conhecido por ter sido presidente da Protegidos da Princesa e vice-presidente da Copa Lord, as duas escolas de samba mais antigas da cidade, e ter sido homenageado com o nome da Dascuia, escola da qual foi presidente de honra, se tornando uma das figuras mais famosas do Carnaval de Florianópolis.

## Carnaval
Em 1953, vira ritmista na bateria da escola de samba Os Protegidos da Princesa, continuando na escola e participando como componente, diretor, conselheiro, tesoureiro e presidente. Durante a sua presidência, a escola venceu o carnaval de 1985. Também foi vice-presidente da Embaixada Copa Lord. Além de ter participado das diretorias das escolas mais antigas da cidade, ele é a única pessoa que nomeou uma escola de samba em Florianópolis: a GRES Dascuia.

### Dascuia: bloco e escola
O bloco nomeado em homenagem a Dascuia foi fundado pelos filhos dele em 2004 como um bloco de sujos chamado Filhos de Dadá, se tornando um bloco de enredo no ano seguinte como o nome de Associação Esportiva Cultural Carnavalesca Bloco do Dascuia e participando dos desfiles de blocos de enredo entre 2006 e 2011. Após conquista o título dos blocos em 2011, o bloco se torna escola de samba, passando a se chamar Grêmio Recreativo Cultural Escola de Samba Dascuia e representando o Morro do Céu. 
As cores do bloco e depois da escola, verde e rosa, são as mesmas da Mangueira, escola carioca da qual Dascuia era torcedor. Dascuia desfilou no bloco e na escola, mas se afastou devido a problemas de saúde. Ele retorna em 2018, quando é homenageado no enredo e participa como destaque do desfile das escolas de samba, sentado em um trono em um dos carros alegóricos com sua esposa.

## Vida pessoal
Seus pais eram Antônio Inocêncio dos Anjos e Ferminia Nascimento dos Anjos. Morava quando criança no Estreito, onde estudou no Grupo Escolar José Boiteux. Teve uma carreira na Aeronáutica, servindo na Base Aérea de Florianópolis e se tornando 3º Sargento da Reserva. Quando jovem, se destacava nos esportes, tendo participado do Jogos Abertos de Santa Catarina no vôlei, basquete, futebol e no revezamento 4x100 com diversas premiações. Também foi massagista na equipe de natação do Lira Tênis Clube.
Seu apelido foi dado por seus amigos após um acidente que resultou em um ferimento na cabeça e um afundamento o crânio, o deixando em formato de uma cuia. Ao vê-lo recuperado, comentaram que Altamiro havia "quebrado a cuia", resultando depois no apelido Dascuia.
Na maior parte da vida, morou no Morro do Céu. Era casado com Valdeonira Silva dos Anjos e teve oito filhos. 
Faleceu aos 82 anos no Hospital Governador Celso Ramos, no Centro de Florianópolis. Foi enterrado no Cemitério São Francisco de Assis, no bairro Itacorubi, também em Florianópolis.